# Trotteria lindneri
Trotteria lindneri är en tvåvingeart som beskrevs av Edwin Möhn 1963. Trotteria lindneri ingår i släktet Trotteria och familjen gallmyggor.
Artens utbredningsområde är El Salvador. Inga underarter finns listade i Catalogue of Life.